# ميراف كوهين
ميراف كوهين (مواليد 26 أغسطس 1983م) هي سياسية إسرائيلية عضوة في حزب هناك مستقبل تشغل حالياً منصب وزيرة المساواة الاجتماعية.